# Batman Forever
Batman Forever är en amerikansk actionfilm regisserad av Joel Schumacher och producerad av Tim Burton. Den hade biopremiär i USA den 16 juni 1995.

## Handling
Återigen ska Batman (Val Kilmer) möta skurkar som hotar att förstöra Gotham. Han börjar dock att tröttna på att vara stadens räddare under natten och den rike och mäktige Bruce Wayne under dagen. Han jagas av minnena från natten då hans föräldrar mördades och börjar nu komma ihåg detaljer som han sedan länge hade glömt. Wayne/Batman får kontakt med den vackra doktor Chase Meridian (Nicole Kidman). Hon får romantiska känslor för både Bruce och Batman utan att veta att de är samma person. Wayne bjuder med Meridian på en välgörenhetsföreställning på cirkus. Föreställningen får ett abrupt slut då skurken Two-Face (Tommy Lee Jones), som anser att Batman är ansvarig för hans vanställda ansikte, försöker spränga cirkusen. Det slutar med att en familj med akrobater dör och efterlämnar sin yngste son, Dick Grayson (Chris O'Donnell), som nu är ute efter hämnd på Two-Face.
Han kommer på att Bruce Wayne och Batman är samma person och ber honom att få bli Batmans partner. Under tiden har Two-Face börjat samarbeta med Waynes anställde Edward Nygma, även känd som Gåtan (Jim Carrey). Han har uppfunnit ett sätt att se på tv och på så sätt få tillgång till Gothams invånares hemligheter. I sin önskan att hämnas på Wayne får han veta att Wayne är Batman. Den ondskefulla duon Two-Face och Gåtan kidnappar doktor Meridian och Batman och hans nye partner Dick Grayson, nu som Robin, beger sig till Two-Faces konstruerade metallö. Då även Robin blir tillfångatagen tvingas Batman välja vem han ska rädda, Meridian eller Robin. Batman lyckas lura Gåtan, som förlorar förståndet, och kan rädda både doktorn och Robin innan han dödar Two-Face.

## Om filmen
- Batman Forever är den tredje filmen i denna filmserie. Den är uppföljare till Batman (1989) och Batman – återkomsten (1992), och följdes av Batman & Robin (1997).

- Filmmusiken Where Are You Now? producerades av Lenny Kravitz och framfördes av den då 16 år gamla Brandy som senare kom att bli en av USA:s framgångsrikaste artister. Sången som släpptes som singel belönades med en Grammynominering för Bästa kvinnliga R&B-presteration.

## Rollista (i urval)
- Val Kilmer – Bruce Wayne / Batman
- Tommy Lee Jones – Harvey Dent / Two-Face
- Jim Carrey – Edward Nygma / Gåtan
- Nicole Kidman – Doktor Chase Meridian
- Chris O'Donnell – Dick Grayson / Robin
- Michael Gough – Alfred Pennyworth
- Pat Hingle – Kommissarie James Gordon
- Drew Barrymore – Sugar
- Debi Mazar – Spice
- Elizabeth Sanders – Gossip Gerty
- René Auberjonois – Doktor Burton
- Joe Grifasi – Hawkins